# Rafael Tello
Rafael Adolfo Tello (La Plata, 7 agosto 1917 – Luján, 19 aprile 2002) è stato un avvocato, presbitero e teologo argentino, uno dei principali fautori della cosiddetta Teologia del popolo, corrente teologica nata in Argentina, dopo il Concilio Vaticano II e la Conferenza di Medellín, come un ramo autonomo della Teologia della liberazione; è caratterizzata dall'opzione preferenziale per i poveri, punto fondamentale della Teologia della liberazione, ma a differenzia di essa non adopera la "lotta di classe".

## Biografia
Per Tello il punto di partenza è pensare all’uomo come a un essere sociale per natura. Nessuno può vivere totalmente isolato, tutti gli atti delle persone accadono in un ambiente storico che li condiziona, l’operato concreto è contrassegnato dalla cultura in cui si svolge. In questo la fede non fa eccezione. La fede si esprime sempre culturalmente. La fede è soprattutto una grazia divina ma è anche un atto umano e, pertanto, un atto culturale.
Quanto i nostri poveri esprimono nella loro pietà popolare sgorga da una fede vera e da essa sgorga anche un atteggiamento cristiano: il senso trascendente della vita. In qualche modo il consumismo non li ha ancora ingabbiati. La vita mira a qualcosa che va oltre questa vita. La vita dipende da Qualcuno (con la maiuscola) e questa vita ha bisogno di essere salvata.
Nel 2012, l'allora arcivescovo di Buenos Aires Jorge Mario Bergoglio proferì un discorso alla prima presentazione ufficiale di un volume su Rafael Tello scritto dal teologo argentino Ciro Enrique Bianchi.

## Libri pubblicati
- Tello Rafael, La Nueva Evangelización. Escritos teológicos pastorales, Agape, Buenos Aires, 2008.
- Tello Rafael, La Nueva Evangelización.Anexos I y II, Agape, Buenos Aires, 2013.
- Tello Rafael, Pueblo y Cultura I, Patria grande, Buenos Aires, 2011.
- Tello Rafael, Pueblo y cultura popular, Patria Grande - Saracho - Agape, Buenos Aires, 2014.
- Tello Rafael, Fundamentos de una Nueva Evangelización, Agape - Saracho - Patria Grande, 2015.
- Tello Rafael, El cristianismo popular. Ubicación histórica y hecho inicial en América, Patria Grande - Fundación Saracho - Agape, Bs. As., 2016.
- Tello, Rafael, El cristianismo popular II. Las virtudes teologales. La fiesta, Ágape - Saracho, Bs. As., 2017.
- Tello, Rafael, El cristianismo popular III. Moral del pueblo. Evangelización del hombre argentino, Ágape-Saracho, Bs.As., 2019.

## Opere su Tello
- Enrique Ciro Bianchi, Introduzione alla teologia del popolo. Profilo spirituale e teologico di Rafael Tello, EMI, Bologna, 2015
- Forcat Fabricio, La vida cristiana popular. Su legítima diversidad en la perspectiva de Rafael Tello, Ágape - Fundación Saracho, Buenos Aires, 2017
- Albado Omar, El pueblo está en la cultura. La teología de la pastoral popular en el pensamiento del Padre Rafael Tello, Ágape, Buenos Aires, 2017